# فولتا كاتالونيا 1978
فولتا كاتالونيا 1978 (بالإسبانية: Volta a Cataluña 1978)‏ هو سباق دراجات هوائية، وهو الموسم رقم 58 من السباق، وأقيم خلال الفترة 7 سبتمبر 1978، وحتى 14 سبتمبر 1978، وامتدّ لمسافة 1175.5 كيلومتر.
فاز فيه بالمركز الأول  فرانشيسكو موزر، وبالمركز الثاني  Francisco Galdós ‏، وبالمركز الثالث  بيدرو توريس.

## الفائزون
| الترتيب | الفائز            |
| ------- | ----------------- |
| الفائز  | فرانشيسكو موزر    |
| الثاني  | Francisco Galdós ‏ |
| الثالث  | بيدرو توريس       |